# Melanotesia
Melanotesia là một chi bướm đêm thuộc họ Geometridae.